# Henrique XXII, Príncipe Reuss de Greiz
Henrique XXII Reuss de Greiz (28 de Março de 1846 – 19 de Abril de 1902) foi o soberano reinante de Reuss, um pequeno principado dos estados alemães, desde 1859 até à sua morte em 1902.

## Reinado
O príncipe Henrique sucedeu como príncipe Reuss de Greiz após a morte do seu pai a 8 de Novembro de 1859. Uma vez que Henrique tinha apenas treze anos de idade, a sua mãe Carolina foi sua regente até ele completar vinte-e-um anos. Uma vez que era filha de um general austríaco e casada com um oficial do mesmo exército, Carolina era profundamente anti-prussiana. Assim, durante a Guerra Austro-Prussiana, Reuss foi ocupado por tropas prussianas, que ficaram até ser paga uma multa de 100,000 táleres.
A 28 de Março de 1867, Henrique passou a governar oficialmente o principado. Quando assumiu o poder, concedeu ao principado a sua primeira constituição. Tal como os seus pais, Henrique foi sempre profundamente anti-prussiano e rejeitou todas as medidas desse país, incluindo o Kulturkampf e a criação do casamento civil. Henrique e os seus súbditos recusaram-se a aceitar que os imperador alemães da casa de Hohenzollern tinham precedência sobre outras casas reais; por exemplo, quando lhe perguntaram qual era a sua relação com o imperador, Henrique respondeu simplesmente que eram "aliados pela defesa comum da Federação Alemã". Henrique não perdia a oportunidade de desagradar ao imperador, recusando-se a permitir a construção de qualquer memorial dedicado ao imperador Guilherme I, o adorado avô de Guilherme II. Henrique também se recusou sempre a decretar períodos de luto no seu principado, tanto em público como em privado, na altura das mortes de Guilherme I e de Frederico III e proibiu a comemoração dos aniversários das vitórias da Alemanha em 1870.
O príncipe Henrique era muito rico, uma vez que grande parte do seu território era propriedade privada sua. No final do seu reinado, Reuss tinha menos de 70.000 habitantes, e ocupava uma área de 122 metros quadrados.

### Assembleia Nacional de Frankfurt
No final da década de 1840, discutiu-se na Assembleia Nacional de Frankfurt a criação de uma família real e imperial hereditária que governasse toda a Alemanha, caso esta se viesse a unificar, com uma constituição e um novo parlamento. Houve muitas discussões sobre qual seria a dinastia real da qual iria surgir este imperador, uma vez que muitos alemães se recusavam a apoiar os Hohenzollern. Foi esta situação que levou o príncipe João da Saxónoa a afirmar que "se todos os nove príncipes-eleitores do antigo império alemão fossem restaurados, o príncipe de Reuss-Greiz teria mais probabilidades de se tornar imperador do que o rei da Prússia".

## Casamento e descendência
A 8 de Outubro de 1872, Henrique casou-se com a princesa Ida de Schaumburg-Lippe, filha de Adolfo I, Príncipe de Schaumburg-Lippe. Juntos, tiveram os seguintes filhos:̃
1. Henrique XXIV, Príncipe  Reuss de Greiz (20 de Março de 1878 – 13 de Outubro de 1927), foi oficialmente príncipe soberano de Greiz, mas, devido à sua incapacidade mental, o governo foi assumido por um primo. Nunca se casou nem deixou descendentes.
2. Ema Reuss de Greiz (17 de Janeiro de 1881 – 6 de Janeiro de 1961), casada com o conde Erich von Ehrenburg (1880–1930); com descendência.
3. Maria Reuss de Greiz (26 de Março de 1882 – 1 de Novembro de 1942) casada com Ferdinand von Gnagnoni (1878–1955); sem descendência.
4. Carolina Reuss de Greiz (13 de Julho de 1884 – 13 de Janeiro de 1905), casada com Guilherme Ernesto, Grão-duque de Saxe-Weimar-Eisenach (1876–1923); sem descendência.
5. Hermínia Reuss de Greiz (17 de Dezembro de 1887 – 7 de Agosto de 1947), casada primeiro com o príncipe João Jorge de Schoenaich-Carolath (1873–1920); com descendência. Casada depois com o ex-kaiser Guilherme II (1859–1941); sem descendência
6. Ida Reuss de Greiz (4 de Setembro de 1891 – 29 de Março de 1977), casada com o conde Christoph Martin III de Stolberg-Roßla; com descendência.

## Morte e sucessão
O príncipe Henrique morreu de complicações cardíacas a 19 de Abril de 1902. Com a sua morte, o príncipe reinante de Reuss passou a ser o seu único filho varão, o príncipe Henrique, que sofria de incapacidades físicas e mentais. Uma vez que o príncipe não tinha condições para cumprir o seu papel, foi organizada uma regência para governar em seu nome. Foi chamado um ramo menor da família Reuss, que estava no lugar seguinte da linha de sucessão, para ocupar esse lugar, mas temia-se que Henrique acabasse por escolher outras pessoas, uma vez que não gostava dos seus familiares. Eventualmente, acabaria por ser um primo distante de Henrique, o príncipe Henrique XXVII a ser escolhido. A esposa dele era prima da imperatriz  Augusta Vitória, e o próprio príncipe tinha prestado serviço militar ao lado do imperador Guilherme no regimento dos Hussardos da Guarda, o que levou à melhoria da relação entre os Hohenzollern e os Reuss.

## Títulos, formas de tratamento, honras e brasão de armas

### Títulos e formas de tratamento
- 28 de Março de 1846 – 8 de Novembro de 1859: Sua Alteza Sereníssima, o príncipe Henrique XXII Reuss de Greiz
- 8 de Novembro de 1859 – 19 de Abril de 1902: Sua Alteza Sereníssima, o príncipe Reuss de Greiz[1]

## Genealogia
| Henrique XXII, Príncipe Reuss de Greiz | Pai: Henrique XX, Príncipe Reuss de Greiz | Avô paterno: Henrique XIII, Príncipe Reuss de Greiz | Bisavô paterno: Henrique XI, Príncipe Reuss de Greiz          |
| Henrique XXII, Príncipe Reuss de Greiz | Pai: Henrique XX, Príncipe Reuss de Greiz | Avô paterno: Henrique XIII, Príncipe Reuss de Greiz | Bisavó paterna: Corandina Reuss de Köstritz                   |
| Henrique XXII, Príncipe Reuss de Greiz | Pai: Henrique XX, Príncipe Reuss de Greiz | Avó paterna: Guilhermina Luísa de Nassau-Weilburg   | Bisavô paterno: Carlos Cristiano, Príncipe de Nassau-Weilburg |
| Henrique XXII, Príncipe Reuss de Greiz | Pai: Henrique XX, Príncipe Reuss de Greiz | Avó paterna: Guilhermina Luísa de Nassau-Weilburg   | Bisavó paterna: Carolina de Orange-Nassau                     |
| Henrique XXII, Príncipe Reuss de Greiz | Mãe: Carolina de Hesse-Homburg            | Avô materno: Gustavo, Marquês de Hesse-Homburg      | Bisavô materno: Frederico V, Marquês de Hesse-Homburg         |
| Henrique XXII, Príncipe Reuss de Greiz | Mãe: Carolina de Hesse-Homburg            | Avô materno: Gustavo, Marquês de Hesse-Homburg      | Bisavó materna: Carolina de Hesse-Darmstadt                   |
| Henrique XXII, Príncipe Reuss de Greiz | Mãe: Carolina de Hesse-Homburg            | Avó materna: Luísa de Anhalt-Dessau (1798–1858)     | Bisavô materno: Frederico, Príncipe-Herdeiro de Anhalt-Dessau |
| Henrique XXII, Príncipe Reuss de Greiz | Mãe: Carolina de Hesse-Homburg            | Avó materna: Luísa de Anhalt-Dessau (1798–1858)     | Bisavó materna: Amália de Hesse-Homburg                       |